# Володін Володимир Анатолійович
Володимир Анатолійович Володін (18 березня 1969, м. Руставі, Грузія — 26 лютого 2022, м. Полтава) — український поліціянт, лейтенант Національної поліції України, учасник російсько-української війни. Кавалер ордена «За мужність» III ступеня (2022, посмертно).

## Життєпис
Отримавши технічну спеціальність працював у Тбілісі.
У 2014 році служив на сході України міліціонером роти патрульної служби міліції особливого призначення «Полтава», потім — поліцейського батальйону патрульної служби поліції особливого призначення Головного управління Національної поліції в Полтавській області.
Під час повномасштабного російського вторгнення в Україну був інспектором-снайпером взводу № 2 роти № 1 батальйону патрульної служби поліції особливого призначення «Полтава» ГУНП в Полтавській області. Загинув 26 лютого 2022 року в Полтаві, на шляху до вогневої точки оборони.
Похований на Алеї Героїв Центрального міського кладовища м. Полтава.

## Нагороди
- орден «За мужність» III ступеня (28 лютого 2022, посмертно) — за особисту мужність і самовіддані дії, виявлені у захисті державного суверенітету та територіальної цілісності України, вірність військовій присязі[1].